# قصر فالمارانا
قصر فالمارانا وهو في فيتشنزا. تم بناؤه من قبل المهندس المعماري الإيطالي في عصر النهضة أندريا بالاديو عام 1565 للسيدة النبيلة إيزابيلا نوجارولا فالمارانا. منذ عام 1994 وهو جزء من منظمة اليونسكو للتراث العالمي الموقع «الفلل البالادية في فينيتو».

## تاريخ

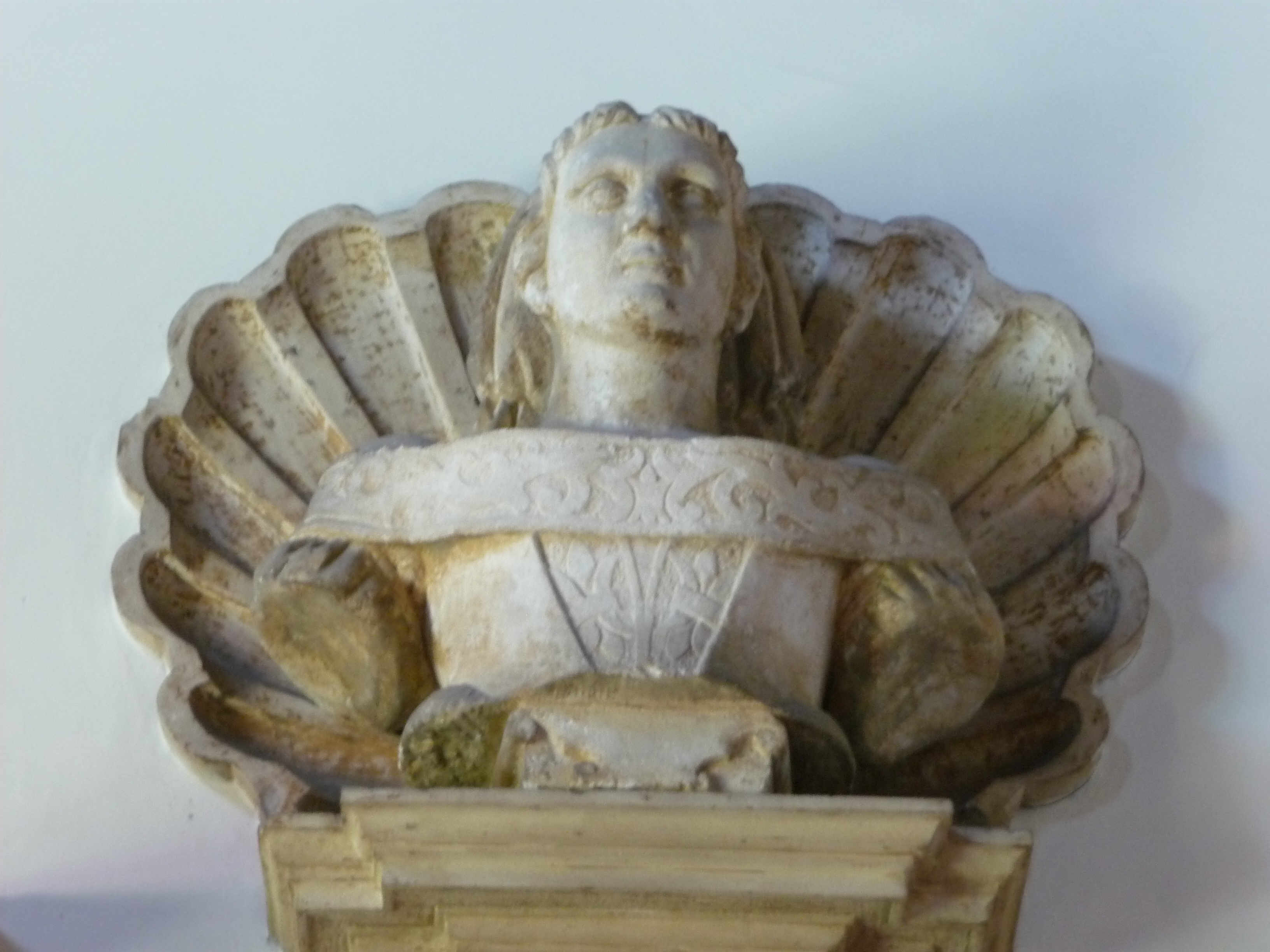
تمثال نصفي لإيزابيلا نوجارولا فالمارانا في صالون نوبيل البيانو

و تم نقش ميدالية الأساس لهذا المبنى على تاريخ 1566 بالإضافة إلى تمثال نصفي لإيزابيلا نوغارولا فالمارانا، والأخيرة هي التي وقعت عقود البناء مع البناة في ديسمبر 1565. رغم ذلك، لا يمكن أن تبقى أي شكوك حول الدور الذي لعبه زوجها المتوفى، جيوفاني ألفيس (المتوفى عام 1558)، في اختيار بالاديو كمصمم لقصر عائلته. في عام 1549، كان جيوفاني ألفيس فالمارانا، بجانب جيرولامو شيريكاتي وجيانجورجيو تريسينو، فقد دعم علنًا مشروع بالاديو لأروقة كنيسة بالاديانا، بوضوح على أساس رأي تم إنشاؤه قبل ست سنوات، عندما أشرف جيوفاني ألفيس على تنفيذ الهياكل المؤقتة، الذي تم تصميمها بواسطة بالاديو تحت إشراف تريسينو، لتكريم مدخل الأسقف نيكولو ريدولفي إلى فيتشنزا (1543). وبالأضافة إلى ذلك، كانت مساحة صممها بالاديو - كنيسة فالمارانا في كنيسة سانتا كورونا - والتي ستستقبل في النهاية رفات جيوفاني ألفيس وإيزابيلا، على عاتق ابنهما ليوناردو.
و في الموقع الذي احتله لاحقًا قصر القرن السادس عشر الجديد (سينكيسينتو)، امتلكت عائلة فالمارانا مبانٍ تعود إلى نهاية القرن الخامس عشر (سينكيسينتو)، والتي تم دمجها تدريجياً حتى أصبحت موضوع تجديد بالاديو. ومما لا شك فيه أن عدم انتظام مستوى المساحات الداخلية في قياس الأرض ينبع من الاتجاه المائل للواجهة والجدران الموجودة من قبل. بهذا المعنى، يصبح من الواضح تمامًا مدى الانتظام الأولمبي للقصر الموضح في كواترو ليبري ديلاركيتورا (1570) كان نتاجًا للتجريد النظري المعتاد لبالاديو، خاصة وأن امتداد القصر إلى ما وراء الفناء المربع لم يتحقق أبدًا، ولكن لا يبدو أنه كان مقصودًا حتى من قبل ليوناردو فالمارانا، الذي اشترى العقارات المجاورة بدلاً من الاستمرار في بناء قصر العائلة.
و تضرر القصر بشدة خلال الحرب العالمية الثانية بسبب قصف الحلفاء في 18 مارس 1945. وتم تدمير السقف وجزء من العلية ومعظم القاعة الرئيسية في نوبيل البيانو. ومع ذلك، ظلت الواجهة سليمة، وتمثل اليوم مثالًا نادرًا على بقاء الواجهة مع الجص الأصلي والمارمورينو. في عام 1960، باعت عائلة فالمارانا القصر المدمر إلى فيتور لويجي براغا روزا، الذي قاد عملية ترميم ممتدة، وأعاد بناء الأجزاء التي هدمتها الحرب. كما أثرى القصر بالعديد من الزخارف والأعمال الفنية، القادمة من قصور أخرى مدمرة، ولا سيما مجموعة من لوحات Seicento التي رسمها جوليو كاربيوني مع الموضوعات الأسطورية.

## وصف
و تعد واجهة بالازو فالمارانا واحدة من أكثر الإنجازات المميزة التي حققها بالاديو. لأول مرة في القصر، يحتضن نظام عملاق كامل الامتداد العمودي للمبنى: من الواضح أن هذا كان حلاً وجد أصوله في تجربة بالاديو لواجهات المباني الدينية، مثل الواجهة شبه المعاصرة لسان فرانشيسكو ديلا فيجنا. تمامًا كما يتم عرض صحن الكنيسة والممرات على نفس المستوى في البندقية الكنيسة، فكذلك في واجهة قصر فالمارانا يصبح التقسيم الطبقي لنظامين واضحين: يبدو أن ترتيب العملاق للأعمدة المركبة الستة متراكب على الترتيب الثانوي لأعمدة كورنثية،  بطريقة أكثر وضوحا حتى الآن على حواف حيث يخدم غياب عضاد النهائي للكشف عن النظام الأساسي الذي يدعم النحت الغائر المحارب الذي يتحمل فالمرانا الأسلحة.

و بدلاً من الإنشاءات الهندسية المجردة، استمد المنطق التركيبي لهذه الواجهات المدنية والدينية من إلمام بالاديو بتقنيات الرسم، خاصتاً التمثيلات المتعامدة التي تصور بواسطتها المشاريع وإعادة بناء المباني العتيقة، مما أتاحت له علاوة على ذلك بالتحكم الدقيق في العلاقات بين الداخل والخارج للمبنى.

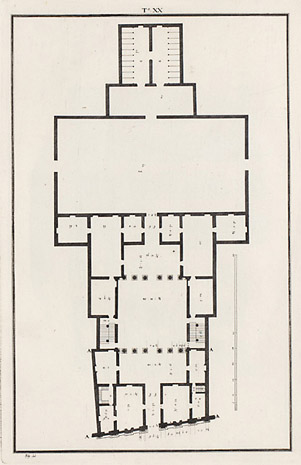
مخطط الطابق (أوتافيو بيرتوتي سكاموزي ، 1776)
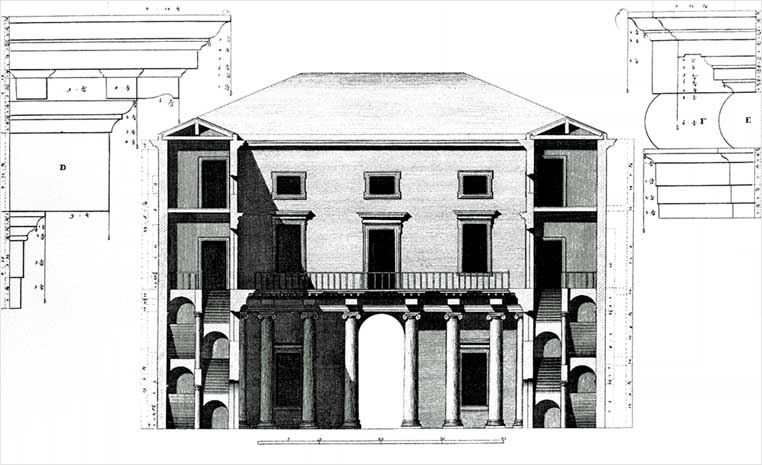
المقطع العرضي (أوتافيو بيرتوتي سكاموزي ، 1776)
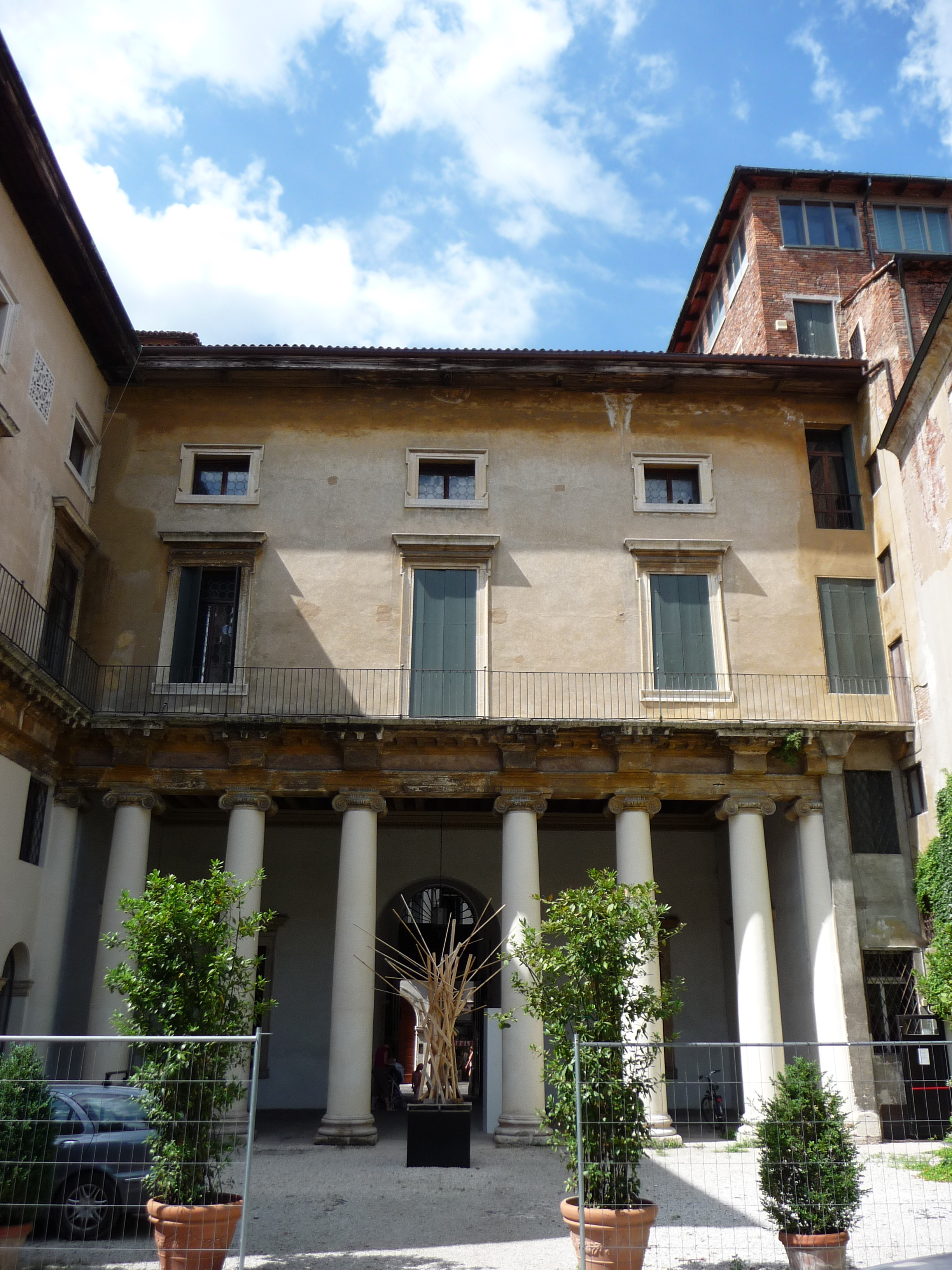
لوجيا عند المدخل ، كما تُرى من الفناء الداخلي
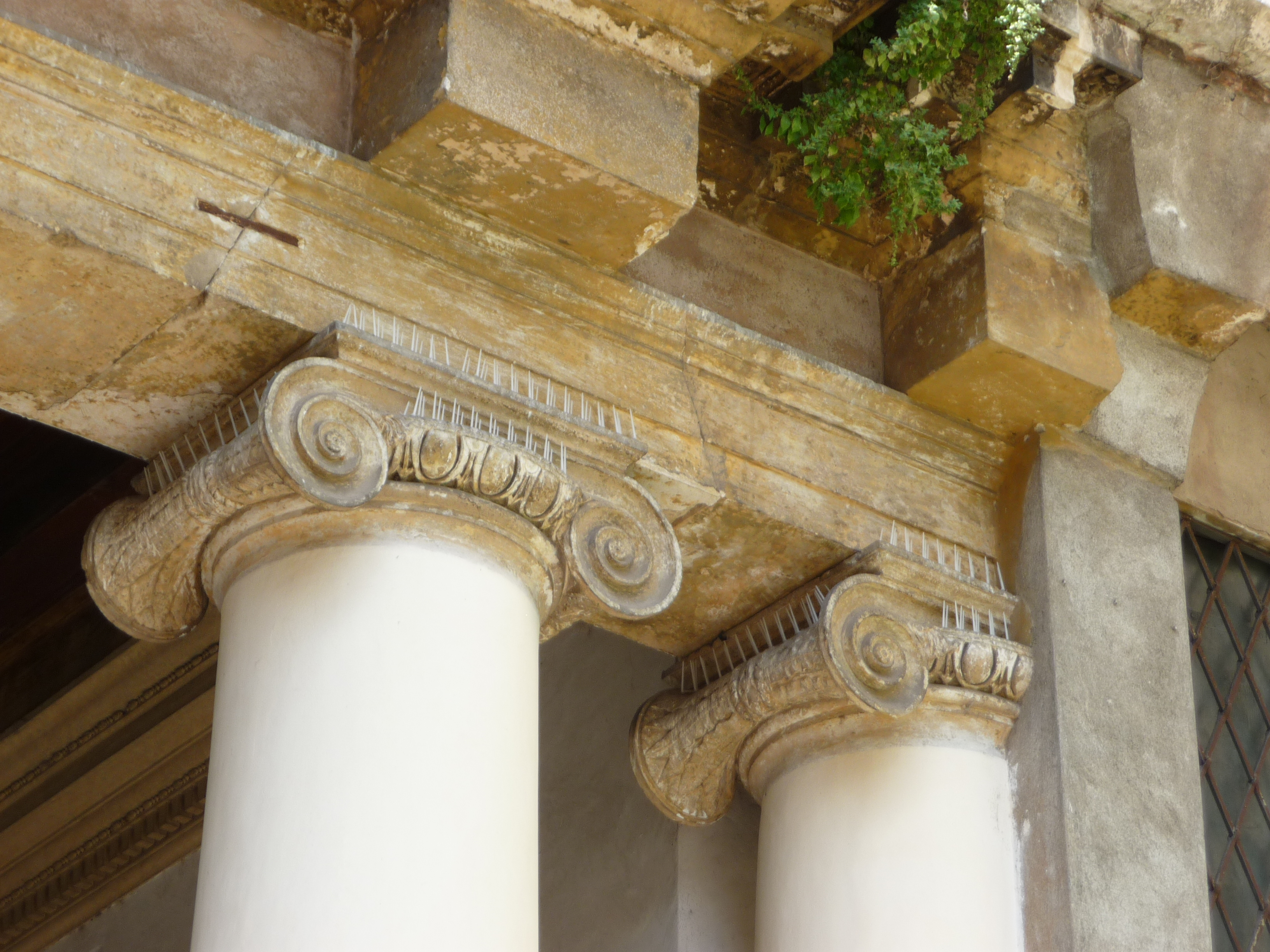
تفاصيل العواصم الأيونية في لوجيا
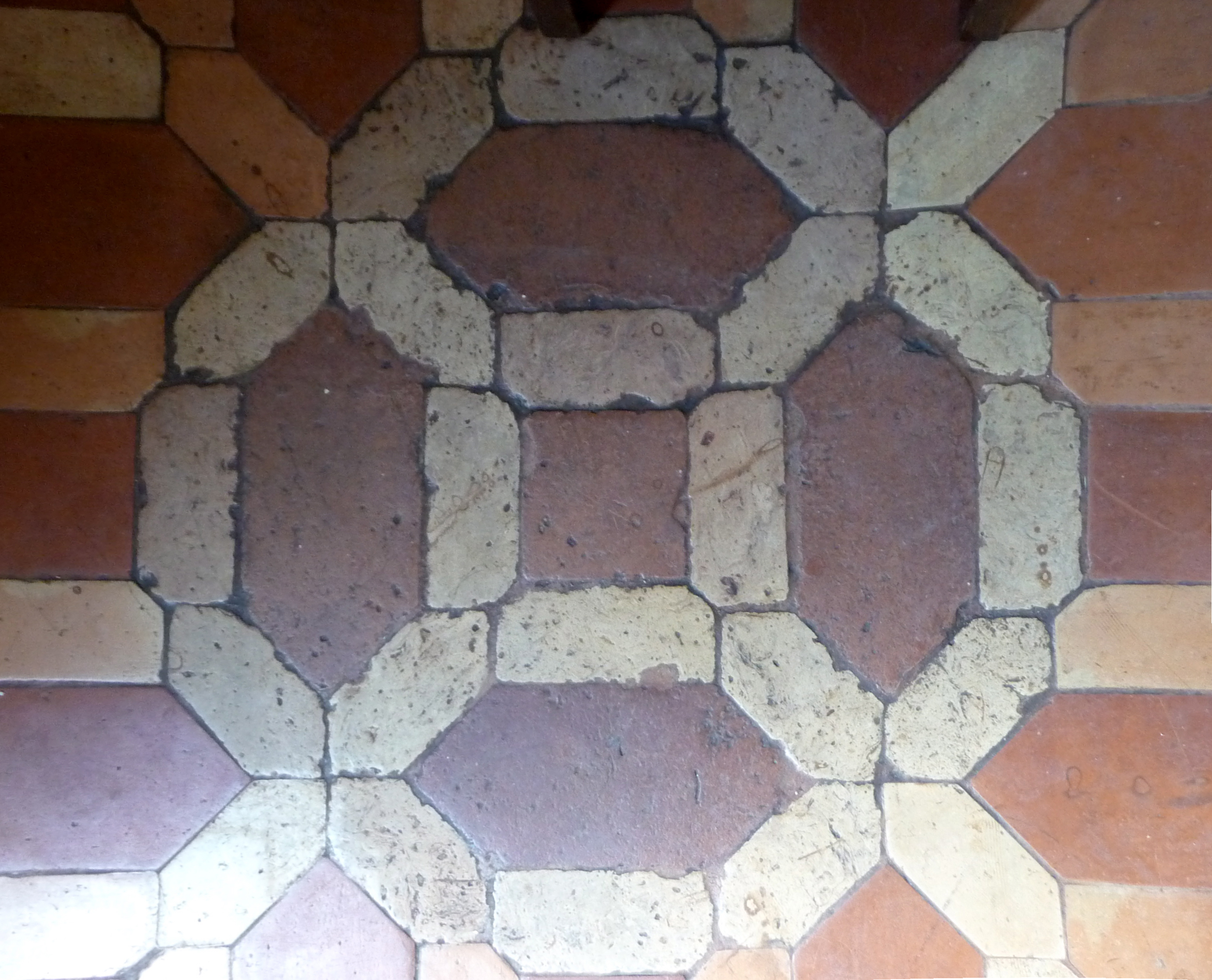
نجا جزء الطابق الوحيد من قاعة البيانو نوبيل لقصف الحلفاء في عام 1945

## روابط خارجية
- موقع رسمي
- Palazzo Valmarana في موقع CISA

قالب:Palladian palaces